# Aśrama (pustelnia)

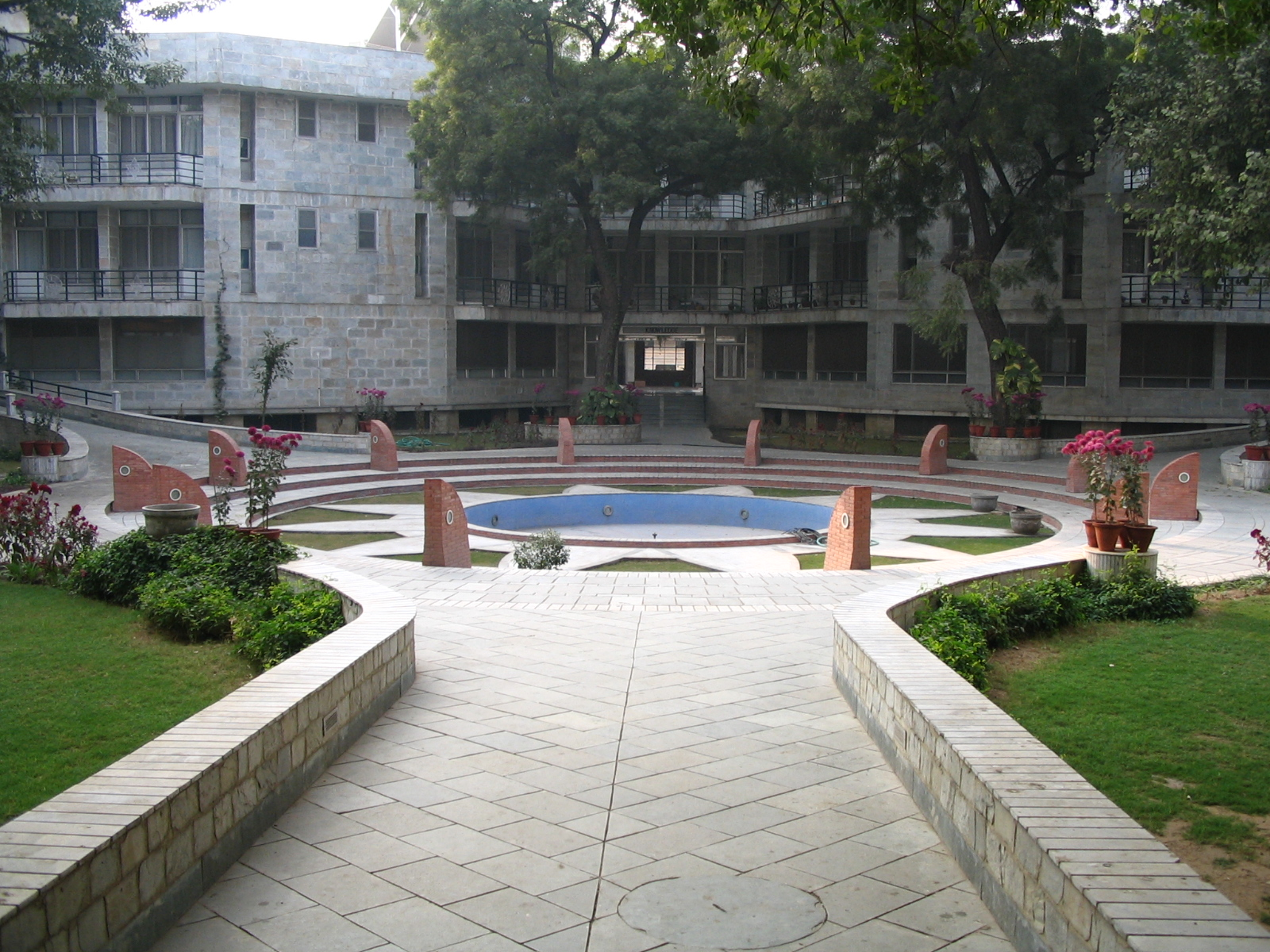
Sabarmati Ashram – aśrama Gandhiego w Ahmedabadzie

Aśrama (dewanagari आश्रम, trl. āśrama, ang. ashram, w hindi trb. aśram) – indyjska pustelnia lub gurukula. Aśramy powstają w Indiach od starożytności. Najczęściej zakładane są przez mistrza duchowego (guru), nazywane są później od jego imienia. Jeden guru może mieć wiele aśramów, często w różnych miejscach świata.
W XIX w. szczególnej sławy zażywał aśram Ramakrishny koło Kalkuty, w pierwszej połowie XX w. – Satjagrahaśram Gandhiego w Sabarmati koło Ahmadabadu, aśramy Śri Aurobindo w Puttuczczeri, Ramany Maharishiego w Tiruwannamalai (Indie Południowe) oraz Śiwanandy, gorliwego propagatora jogi, w Ryszikeszu (region himalajski).

## Etymologia
Sanskryckie słowo aśrama wywodzone jest od rdzenia śram posiadającego znaczenia męczyć się, umartwiać.